# Ivan Raimi
Ivan Mitchell Raimi (n. 21 iunie 1956, Royal Oak⁠(d), Michigan, SUA) este un medic de urgență american și scenarist și un frate al regizorului Sam Raimi și al actorului Ted Raimi. Ivan lucrează ca medic de urgență în Chicago, călătorind ocazional la Los Angeles pentru a lucra la Hollywood.

## Viata și cariera
Ivan M. Raimi sa născut în Royal Oak, Michigan. Este al treilea dintre cei cinci copii născuți din Celia Barbara (născută Abrams), care deținea magazine de lenjerie și Leonard Ronald Raimi, care deținea magazine de mobilă pentru casă. Ivan a fost crescut în spiritul iudaismului ortodox, iar strămoșii săi au emigrat din Rusia și Ungaria. Sora lui rămâne în Michigan. Este absolvent al Universității de Stat din Michigan și a primit diploma de medicină de la școala de medicină a Universității Des Moines în 1984. Raimi a finalizat apoi un rezidențiat în medicină de urgență la Centrul Medical Southside. El este dublu certificat de către Consiliul American de Medicină Internă și Consiliul Osteopatic American de Medicină de Urgență. 
Raimi colaborează uneori la proiecte cu frații Sam Raimi și Ted Raimi, iar lucrarea sa Army of Darkness este continuarea filmelor de groază The Evil Dead și Evil Dead II . De asemenea, a co-scris adaptarea din benzile desenate Army for Dark Horse Comics. Munca lui în industria divertismentului a fost rară din cauza carierei sale principale de medic.
Înainte de aceste succese, dr. Raimi a contribuit și la câteva dintre filmele pe care fratele său Sam le făcuse la începutul carierei sale. Unele dintre acestea au fost eforturi de amatori produse în suburbiile Michigan ; unele dintre ele eforturi profesionale, teatrale, cum ar fi Easy Wheels (deși scenariul a fost puternic modificat față de cel prezentat de Raimis). De asemenea, au lucrat împreună la The Nutt House , care a fost, din nou, puternic modificată – atât de mult încât toți cei care au lucrat la scenariu au folosit pseudonime. Raimi a fost creditat drept " Alan Smithee , Sr."
De asemenea, Raimi a co-scris Darkman,o colaborare cu Sam, care l-a prezentat și pe Ted. El a creat serialul de televiziune de scurtă durată Spy Game și a co-scris poveștile și scenariile pentru Spider-Man 3 și Drag Me to Hell , ambele proiecte regizate de Sam Raimi și cu Ted Raimi.

## Filmografie de scriere parțială
| An   | Film                 | Note                     |
| ---- | -------------------- | ------------------------ |
| 1989 | Roți ușoare          |                          |
| 1990 | Darkman              |                          |
| 1992 | Casa Nutt            | Creditat ca Alan Smithee |
| 1993 | Armata Întunericului |                          |
| 1997 | Joc de spionaj       | Co-creator emisiunii TV  |
| 2007 | Spider-Man 3         |                          |
| 2009 | Trageți-mă în iad    |                          |